# Issam El Maach
Issam El Maach (Heerlen, 1 februari 2000) is een Marokkaans-Nederlands voetballer die als doelman speelt. Hij staat onder contract bij FC Twente, dat hem gedurende het seizoen 2024/25 verhuurde aan Roda JC Kerkrade.

## Carrière
Issam El Maach speelde in de jeugd van RKSV MULO, VVV-Venlo en Vitesse voordat hij naar Ajax vertrok. Hij tekende in juni 2017 een contract bij Ajax voor 2 jaar, met een optie voor nog een jaar. Daar maakte hij zijn debuut in Jong Ajax op 18 januari 2019, in de met 4-1 verloren uitwedstrijd tegen RKC Waalwijk.
In juni 2020 werd bekend dat Ajax het aflopende contract van El Maach niet zou verlengen, waardoor hij transfervrij vertrok. In 2021/22 speelde El Maach als tweede keeper bij RKC Waalwijk. Hij maakte voor de club zijn debuut op 28 oktober 2022, tegen Willem II in de KNVB Beker (3-0). Dat seizoen speelde hij nog drie andere bekerwedstrijden. In de kwartfinale werd El Maach met RKC uitgeschakeld door AZ (0-4). Op 6 maart 2022 debuteerde hij in de Eredivisie, tegen Ajax (2-3). 
In juli 2022 maakte de keeper de overstap naar FC Twente waar hij derde keeper werd achter Lars Unnerstal en Przemysław Tytoń. Voor de tweede helft van het seizoen 2024/25 werd El Maach verhuurd aan Roda JC Kerkrade. Hier speelde hij 12 wedstrijden als eerste keeper van Roda JC. De laatste zes wedstrijden van het seizoen moest hij zijn positie afstaan aan Justin Treichel. 

## Statistieken
| Seizoen                    | Club               | Competitie     | Competitie | Competitie | Beker | Beker | Overig | Overig | Totaal | Totaal |
| Seizoen                    | Club               | Competitie     | Wed.       | Dlp.       | Wed.  | Dlp.  | Wed.   | Dlp.   | Wed.   | Dlp.   |
| -------------------------- | ------------------ | -------------- | ---------- | ---------- | ----- | ----- | ------ | ------ | ------ | ------ |
| 2018/19                    | Jong Ajax          | Eerste divisie | 4          | 0          | 0     | 0     | 0      | 0      | 4      | 0      |
| 2019/20                    | Jong Ajax          | Eerste divisie | 0          | 0          | 0     | 0     | 0      | 0      | 0      | 0      |
| 2021/22                    | RKC Waalwijk       | Eredivisie     | 1          | 0          | 4     | 0     | 0      | 0      | 5      | 0      |
| 2022/23                    | FC Twente          | Eredivisie     | 0          | 0          | 0     | 0     | 0      | 0      | 0      | 0      |
| 2023/24                    | FC Twente          | Eredivisie     | 0          | 0          | 0     | 0     | 0      | 0      | 0      | 0      |
| 2024/25                    | FC Twente          | Eredivisie     | 0          | 0          | 0     | 0     | 0      | 0      | 0      | 0      |
| 2024/25                    | → Roda JC Kerkrade | Eerste divisie | 12         | 0          | 0     | 0     | 0      | 0      | 12     | 0      |
| Carrièretotaal             | Carrièretotaal     | Carrièretotaal | 15         | 0          | 4     | 0     | 0      | 0      | 19     | 0      |
| Bijgewerkt t/m 28 mei 2025 |                    |                |            |            |       |       |        |        |        |        |

1 Bucker ·
4 Koglin ·
5 Jansen ·
6 Spieringhs ·
8 Müller ·
9 Çukur ·
10 Schwirten ·
11 Griffith ·
13 Röseler ·
14 Breij ·
15 Beerten ·
16 Treichel ·
17 Džepar ·
18 Köther ·
20 Leijten ·
21 Kongolo  ·
22 Kruiver ·
23 Steins ·
24 Boti ·
26 El Meliani ·
27 Bangura ·
30 Van Hemelryck ·
31 Maiorano ·
32 Moro ·
33 Timmermans ·
34 Veendorp ·
35 Doulashi ·
47 Seedorf ·
52 El Maach ·
72 Vancsa ·
77 Sejdiu ·
97 Baeten ·
Coach: Sibum
· Assistent-coach: Henkens
· Assistent-coach: Luijpers
· Keeperstrainer: Telgenkamp